# Distretto di Mbire
Il distretto di Mbire è uno dei sette distretti che compongono la Provincia del Mashonaland Centrale, in Zimbabwe. Ha una popolazione di circa 83.720 abitanti e una superficie di 4.696 Km². Il suo capoluogo è Mbire.

## Demografia
| Anno (Censimento) | Popolazione     |
| ----------------- | --------------- |
| 2002              | 73.901          |
| 2012              | 82.380 (+1,1%)  |
| 2022              | 83.720 (+0,17%) |